# Trình diễn sản phẩm
Trình diễn sản phẩm (nguyên văn là roadshow). Là một kỹ thuật marketing nhằm trình diễn và quảng bá sản phẩm trước số đông công chúng.

## Lịch sử roadshow
"Roadshow" xuất phát từ điện ảnh. Roadshow còn được reserved seat engagement là việc chiếu phim sắp phát hành cho một nhóm khán giả được chọn lựa kỹ càng ở một vài thành phố lớn như Los Angeles, New York, hay San Francisco... xem trước khi phát hành rộng rãi.
Việc tổ chức chiếu trình diễn các phim đã được bắt đầu ở Hollywood từ thời phim câm, song đến những năm từ 1955 đến 1972 việc này trở nên phổ biến nhanh chóng. Các phim The Sign of the Cross (1932), Cuốn theo chiều gió - Gone with the Wind (1939), Fantasia (1940) và The Song of Bernadette (1943) đều là những phim đã làm roadshow khá thành công trước khi phát hành rộng rãi.
Các phim nổi tiếng khác thời đó như Oklahoma! (1955), War and Peace (1956), Around the World in 80 Days (1956), The Ten Commandments (1956), The Bridge on the River Kwai (1957), South Pacific (1958), Ben-Hur (1959), El Cid (1961), King of Kings (1961), Lawrence of Arabia (1962), Cleopatra (1963), My Fair Lady (1964), The Sound of Music (1965), Doctor Zhivago (1965), Camelot (1967), Paint Your Wagon (1969), Ryan's Daughter (1970), Fiddler on the Roof (1971) và nhiều phim khác cũng đã tổ chức roadshow rất rầm rộ.

## Hoạt động trình diễn sản phẩm
Roadshow được ứng dụng rộng rãi trong marketing hiện đại với nhiều biến thể khác nhau. Việc trình diễn sản phẩm thường được thực hiện khi tung sản phẩm ra thị trường.
Kế hoạch và sáng kiến về trình diễn sản phẩm có thể được bộ phận marketing của công ty chuẩn bị, cũng có thể do các công ty cung cấp dịch vụ truyền thông chào bán và thực hiện.

## Các loại hình trình diễn sản phẩm

### Diễu hành
Đoàn xe diễu hành đi qua các phố với trang phục đặc biệt, gây chú ý của công chúng.

### Tour đường dài
Đoàn trình diễn đi qua nhiều địa phương. Đến mỗi địa phương lại dừng lại trình diễn sản phẩm rồi mới đi tiếp. Các hãng ôtô hay tổ chức theo hình thức này.

### Trưng bày và trình diễn
Địa điểm được cố định. Việc trưng bày và trình diễn sản phẩm được tiến hành song song.